# Усов, Степан Михайлович
Степан Михайлович Усов (1797/1798—1859) — русский учёный, экстраординарный профессор сельского хозяйства Санкт-Петербургского университета. Статский советник (1853).

## Биография
Родился 23 декабря 1797 (3 января 1798) года. Происходил из крепостных, поэтому в Санкт-Петербургский университет был принят в качестве вольнослушателя, на отделение нравственных и политических наук. Окончил курс в 1833 году действительным студентом.
В 1836 году был определён в университет «свободным преподавателем сельского хозяйства, лесоводства и торгового счетоводства». Получив за диссертацию «О капитале в отношении к сельскому хозяйству» степень магистра философии, был избран адъюнктом, а затем экстраординарным профессором юридического факультета Петербургского университета; был секретарём этого факультета. Также он читал публичные лекции по сельскому хозяйству в Вольном экономическом обществе, и некоторое время преподавал этот предмет в Александровском лицее.
Отдельными изданиями вышли «Курс земледелия с приложением к полеводству» (СПб., 1837; труд был удостоен половинной Демидовской премии); «Курс земледелия» (СПб., 1848); «О системах хлебопашества» (1854); «Основания земледелия» (СПб., 1862); переводы: «Вспомогательная книга для помещиков и сельских хозяев» (В. Л. Крейсигга; 3 издания — 1836, 1839 и 1856 гг.); «Правила скотоводства» (А. Блока). Им также были составлены Таблицы для вычисления процентов… (СПб., 1839)
Служил в Министерстве государственных имуществ. Его отчёты по командировкам для сбора сведений о местном хозяйстве, промышленности и торговле, сначала в Малороссии и Новороссийском крае, затем в Заволжье и Сибири, помещались в печатных органах министерства и Вольного экономического общества, а также в «Библиотеке для чтения», «Отечественных записках» и других изданиях.
В 1834—1853 г. редактировал «Земледельческую газету»; в 1841—1856 гг. издавал газету «Посредник».
Умер 26 июня (8 июля) 1859 года. Похоронен на Смоленском православном кладбище с женой Анной Петровной (1806—1878) и дочерью Ольгой (1836—1889). Имел также сыновей: Павла (1828—1888), Михаила (1830—1891) и Петра (1832—1897).
Имел награды: ордена Св. Анны 2-й и 3-й степени, золотую медаль на Анненской ленте, знак отличия 15 лет беспорочной службы, тёмную бронзовую медаль в память войны 1853—1856 гг. на Андреевской ленте.